# Torpet Anneboda

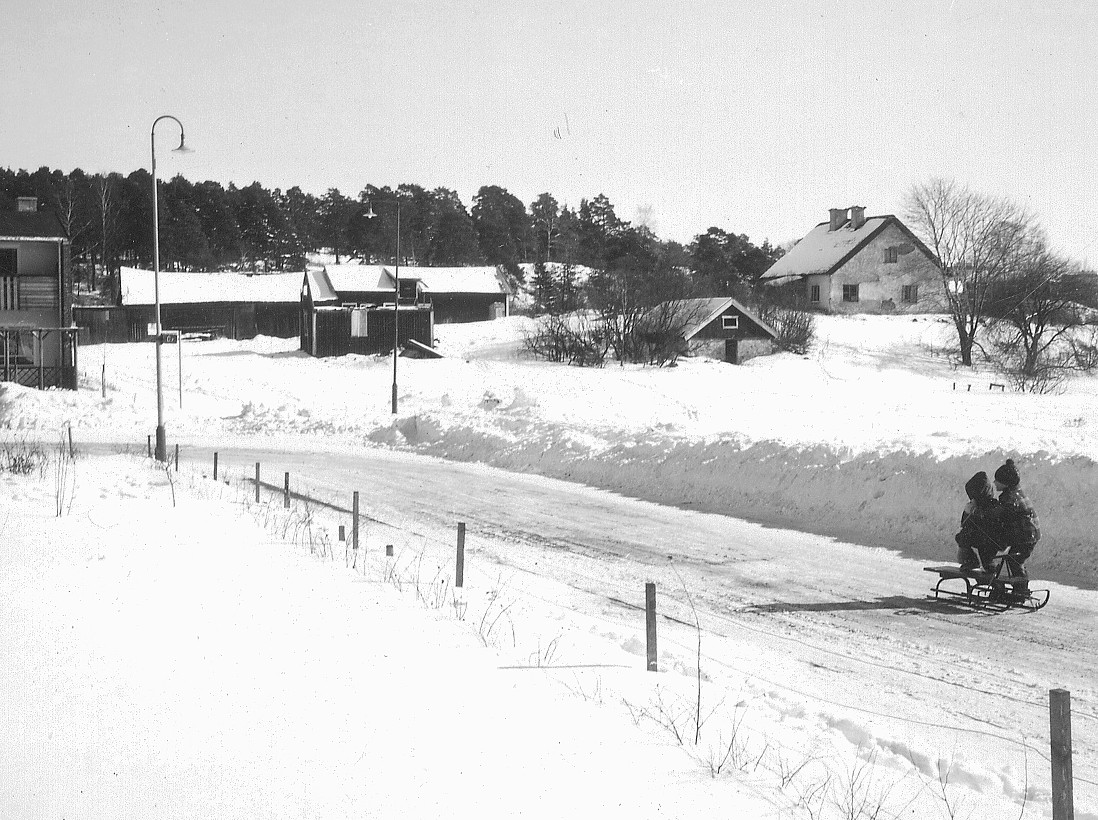
Annebodas gårdsbebyggelse 1962.

Anneboda var ett torp i nuvarande stadsdelen Östberga i södra Stockholm. Torpet revs på 1960-talet och gav namn åt Annebodavägen och kvarteret Anneboda i stadsdelen Liseberg.

## Historik

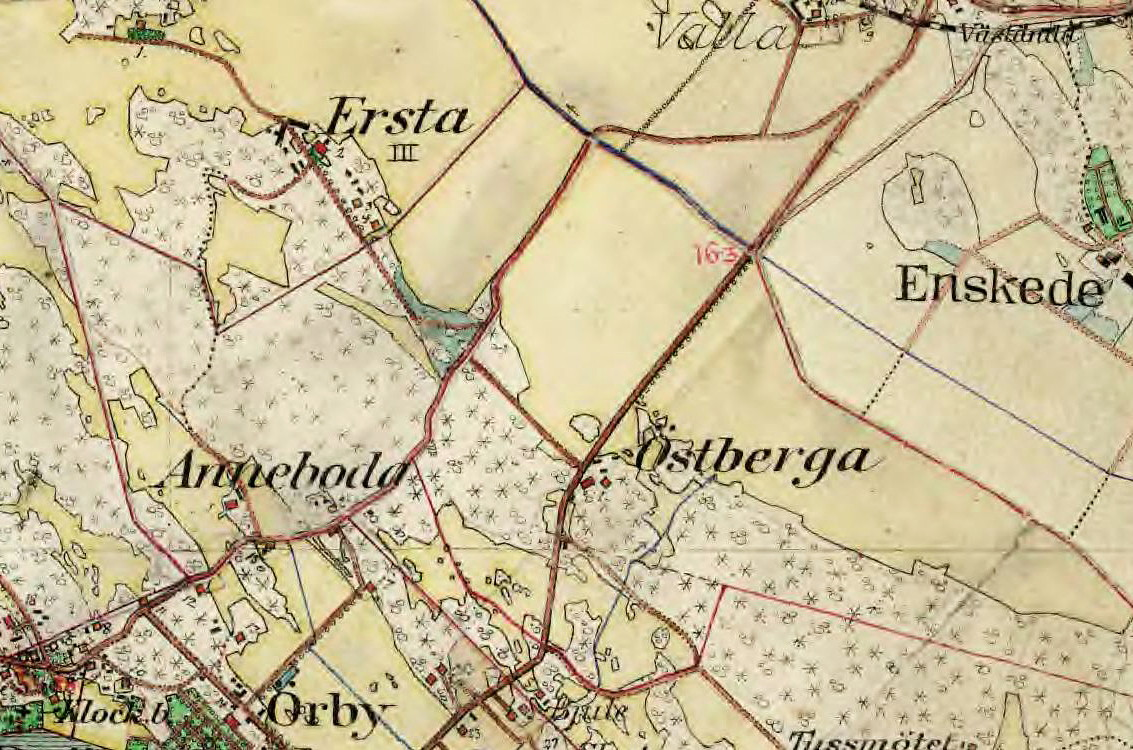
Anneboda, Ersta, Örby, Östberga och Enskede omkring 1900.

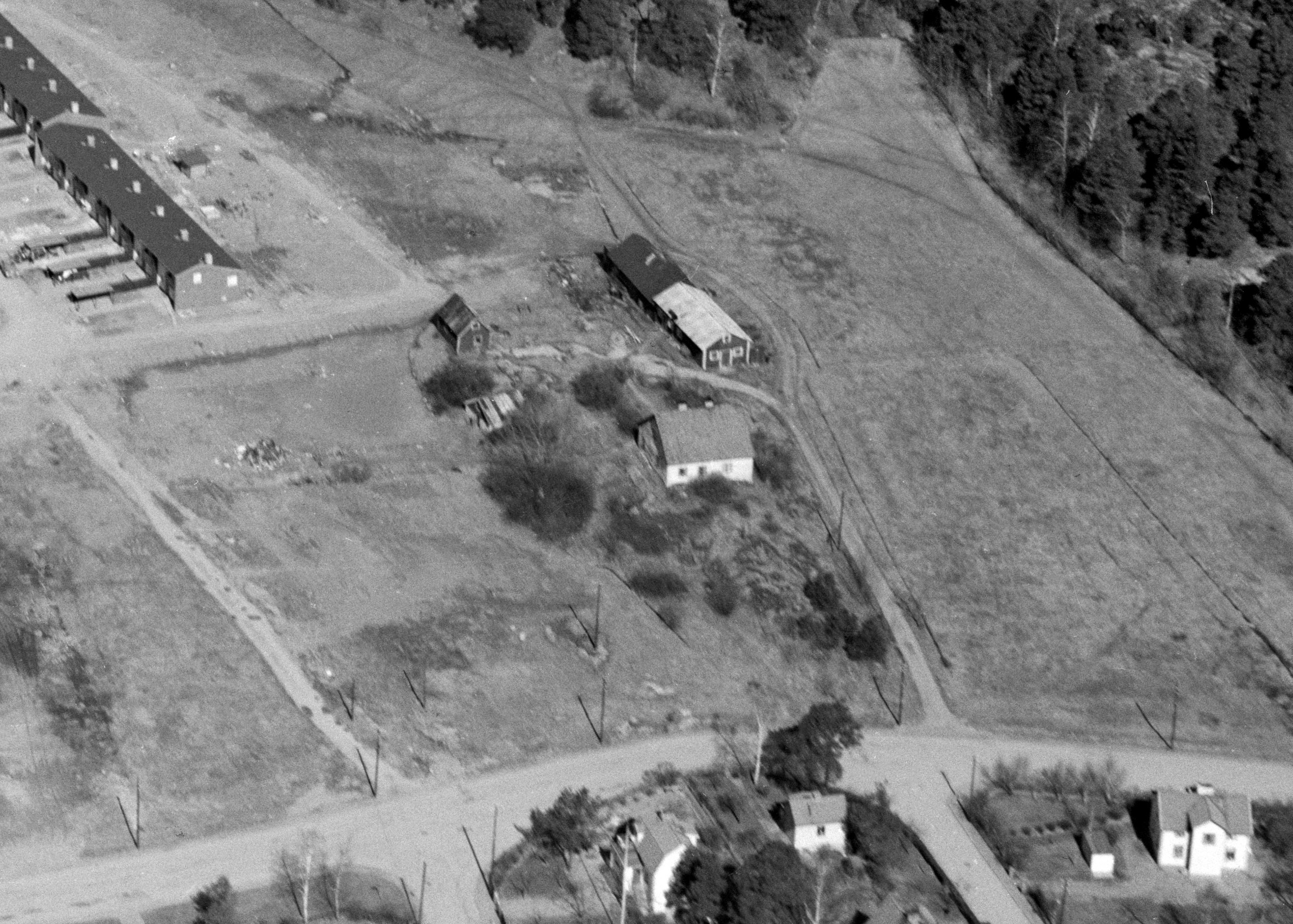
Anneboda från söder 1961.

Anneboda var ett torp under Ersta gård, vars huvudbyggnad låg ungefär 700 meter nordnordost om Anneboda. Stället är känt sedan 1649. Annebodas byggnader låg cirka 50 meter norr om Göta landsväg. När ägaren till Älvsjö gård, Jöran Gyllenstierna, sålde Älvsjö 1757 för att överta sätesgården Örby gård överfördes Ersta till detta säteri och Anneboda följde med. 1912 övertog Stockholms stad Ersta och Anneboda samt flera andra egendomar vid Årstafältet för exploatering för bostadsbebyggelse. Det dröjde dock till 1950-talets slut innan marken kring Anneboda började bebyggas. 
På ett flygfotografi taget av Oscar Bladh 1961 syns Annebodas byggnader intill Lisebergs nya radhusbebyggelse som 1960 uppfördes i kvarteren Anneboda och Julkortet efter ritningar av arkitektkontoret Höjer & Ljungqvist. 1962 dokumenterades Annebodas hus av Stadsmuseet i Stockholm, gårdsbebyggelsen revs kort därefter.
Annebodas tomt låg ungefär 50 meter norr om nuvarande Götalandsvägen 161, på en kulle invid Lisebergs bollplan. Gårdsbebyggelsen bestod av en putsad huvudbyggnad och några ekonomibyggnader. Lämningar finns idag på ett område 50x20 meter bestående av en husgrund som är till stor del bortschaktad. Området är ett fornminne med RAÄ-nummer: Brännkyrka 217:1.
Det fanns även Lilla Anneboda, som var en stuga från 1872 belägen norr om Götalandsvägen mittför Örby kvarns mjölnarstuga (nuvarande Julitavägen 1). Lilla Anneboda revs i slutet av 1960-talet.

## Referenser

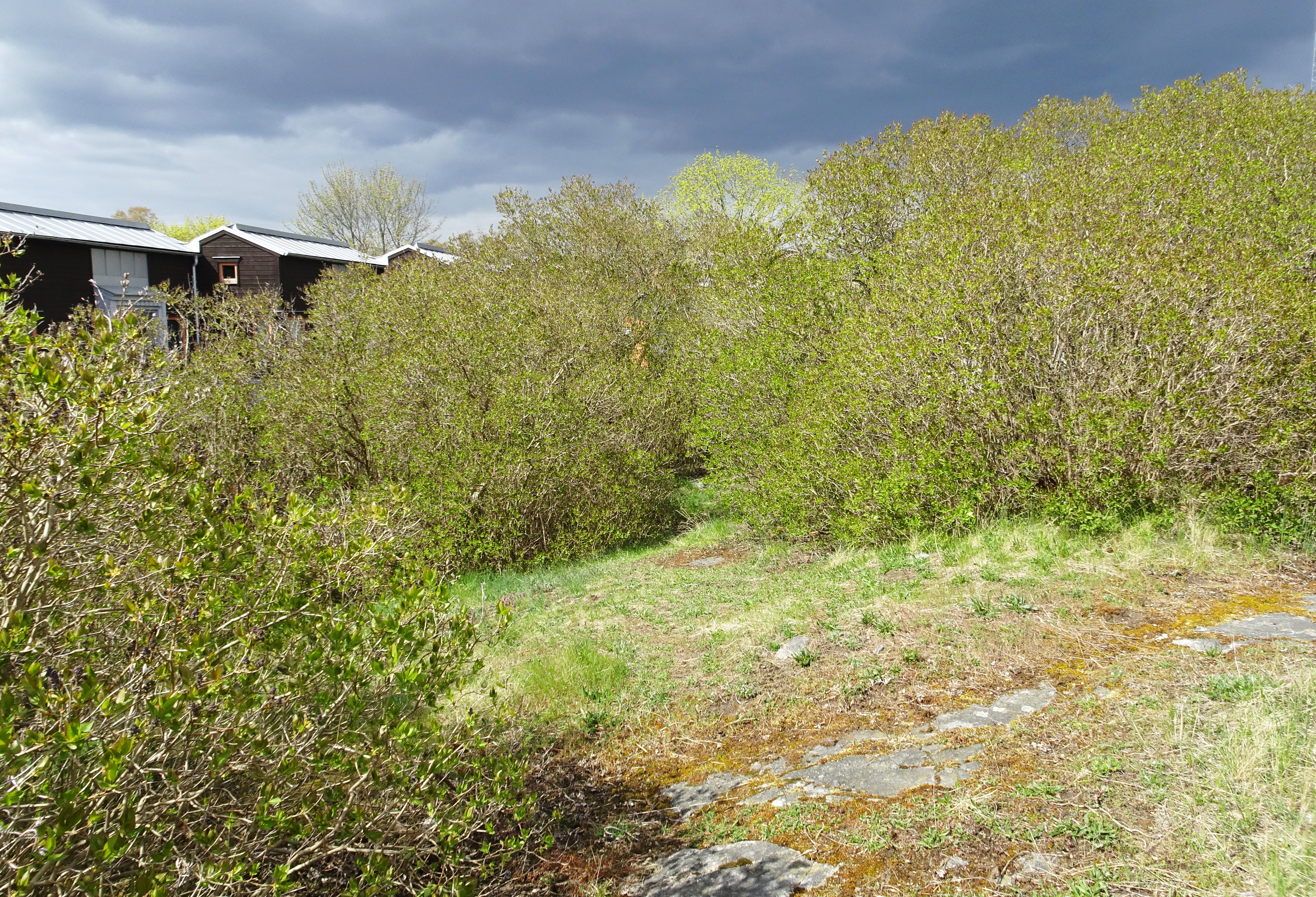
Tomtplatsen i april 2020.

## Bilder

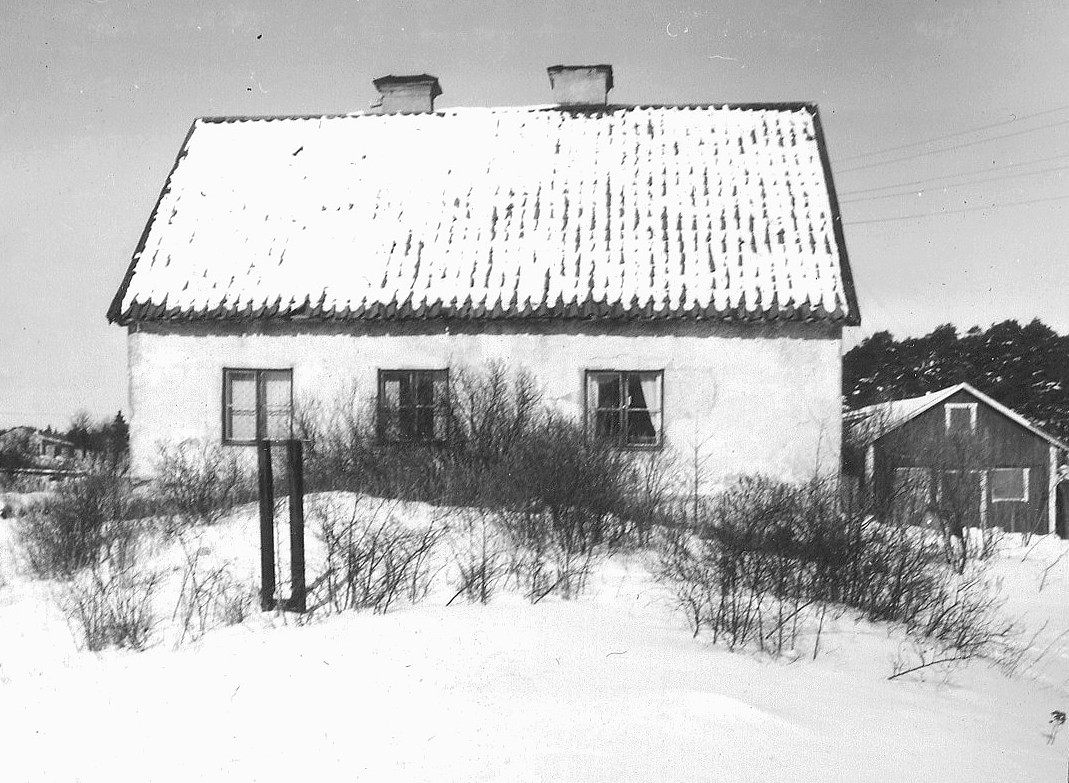
Bostadshuset.
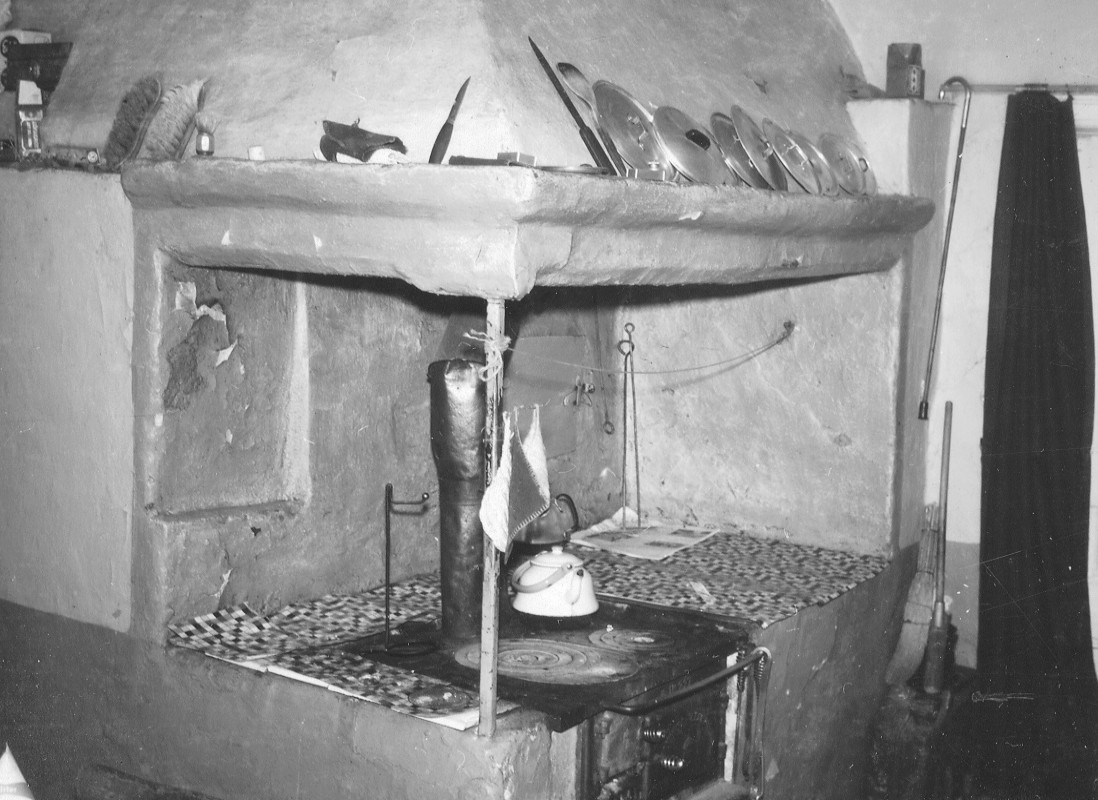
Köket.
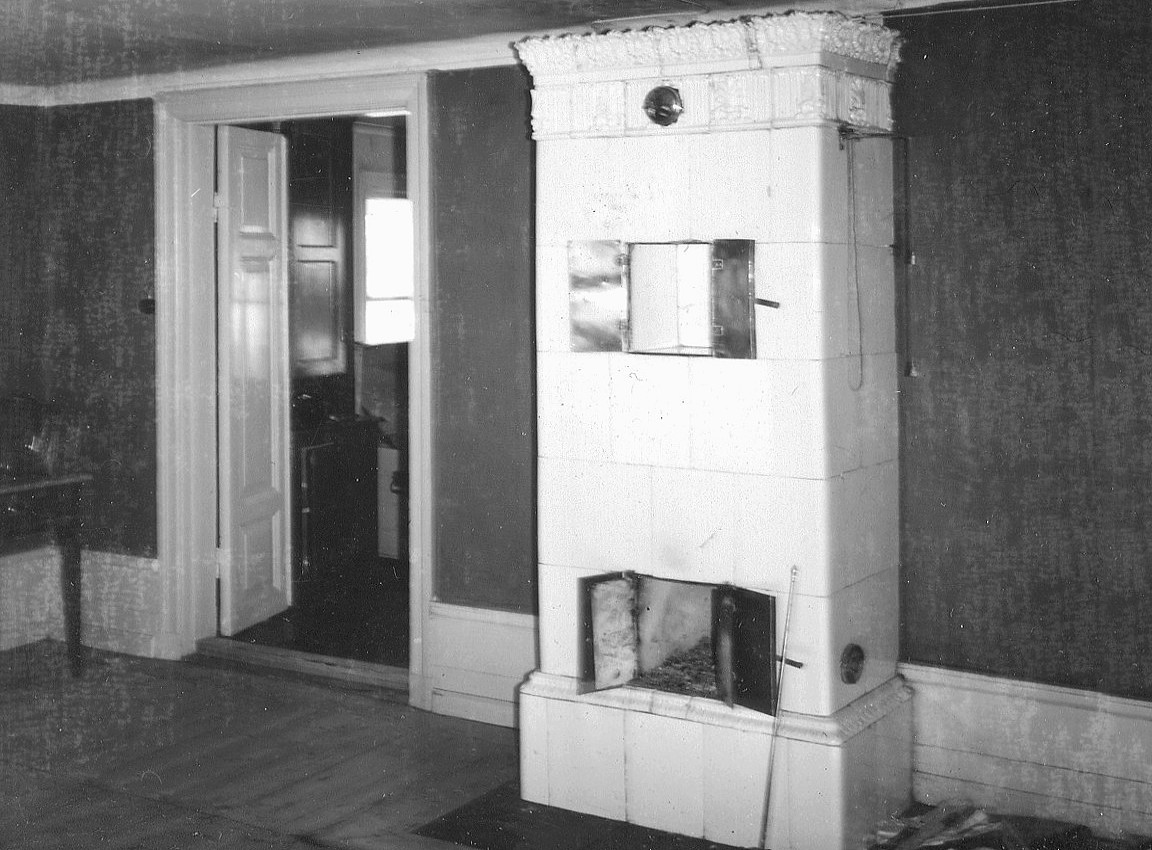
Sydvästra rummet.
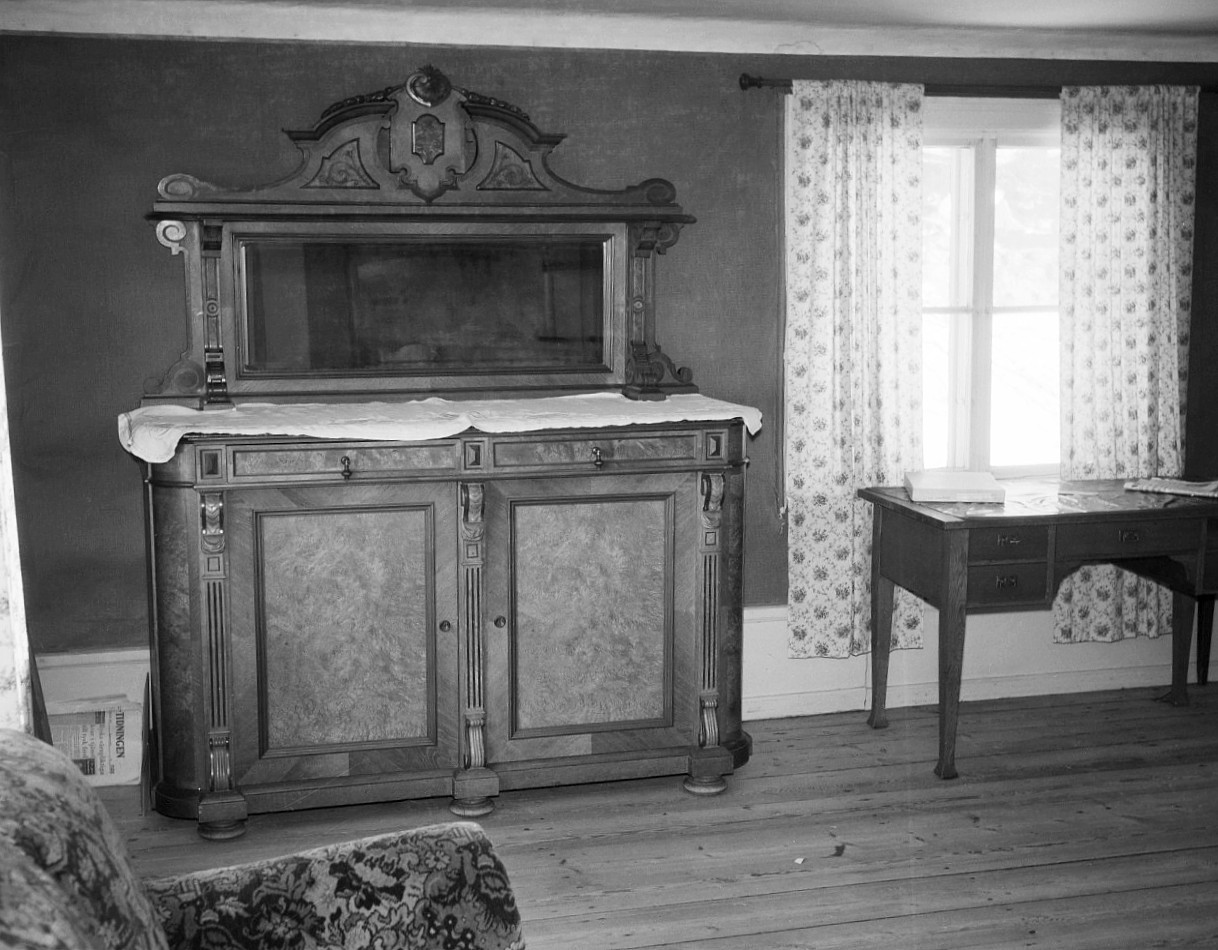
Sydvästra rummet.
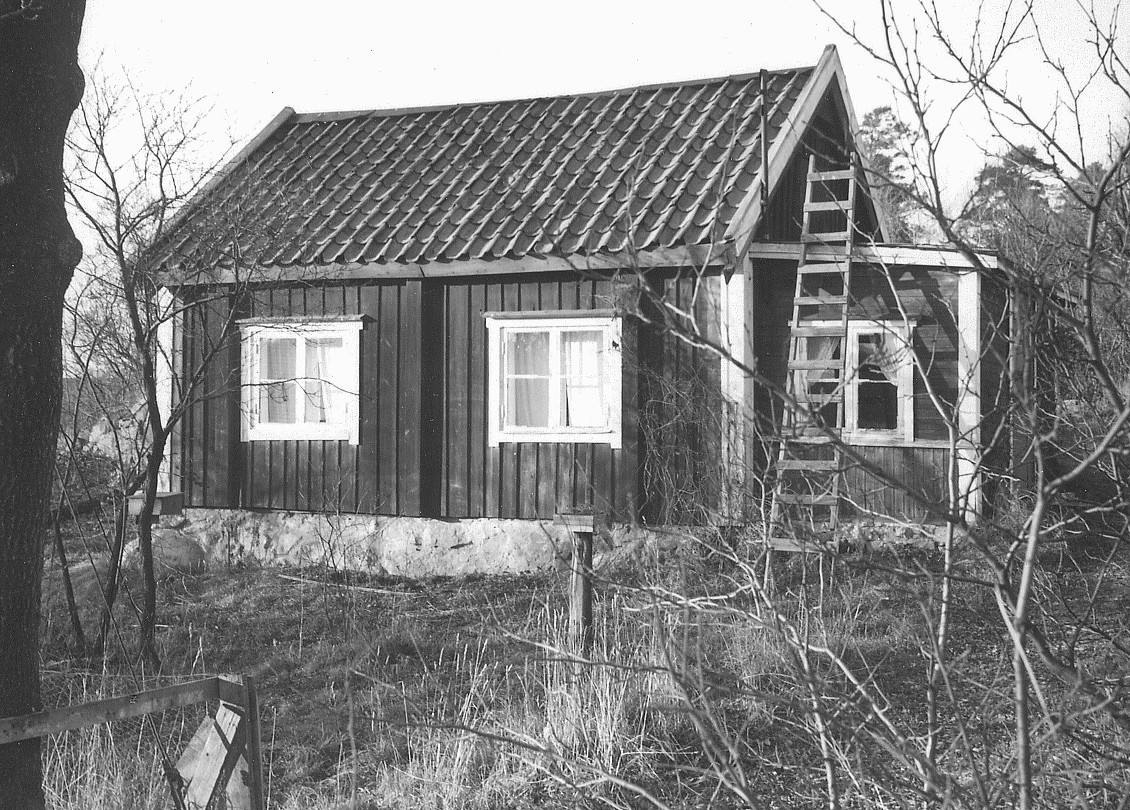
Lilla Anneboda.